# Ichthyophis davidi
Espèce
Ichthyophis davidi est une espèce de gymnophiones de la famille des Ichthyophiidae.

## Systématique
L'espèce Ichthyophis davidi a été décrite en 2011 par les herpétologistes indiens Gopalakrishna Bhatta (d), K. P. Dinesh (d), P. Prashanth (d) et Chandrasekharamenon Radhakrishnan (d).

## Répartition
Cette espèce est endémique du district de Belgaum au Karnataka en Inde. Elle se rencontre dans les Ghâts occidentaux.

## Étymologie
Cette espèce est nommée en l'honneur de David J. Gower.

## Publication originale
- (en) Gopalakrishna Bhatta, K. P. Dinesh, P. Prashanth et Chandrasekharamenon Radhakrishnan, « A new caecilian Ichthyophis davidi sp. nov. (Gymnophiona: Ichthyophiidae): the largest striped caecilian from the Western Ghats », Current Science, IASc Bengaluru et Current Science Association (d), vol. 101, no 8,‎ 25 octobre 2011, p. 1015-1019 (ISSN 0011-3891, OCLC 01565678 et 525476648, JSTOR 24079274).